# Ve concile de Tolède

Le cinquième concile de Tolède s'est tenu à Tolède, dans le royaume Wisigothique, actuelle Espagne, en 636.

## Participants
Vingt-deux évêques et deux représentants d'évêque, ainsi que le roi wisigoth Chinthila, étaient présents. Les évêques de la Septimanie étaient absent pour des raisons politiques.

## Déroulement
Convoqué par le roi Chinthila, ce concile commence le 30 juin 636 en l'église de Saint Leocadie de Tolède.

## Canons
Le concile a surtout porté sur des questions politiques concernant la sécurité du roi sa légitimité.
- Le premier décret du concile était d'accorder une protection spéciale au roi et aux membres de sa famille.
- Seuls les membres de la haute noblesse, c'est-à-dire ayant des fonctions militaires, et les fonctionnaires palatins Wisigoth peuvent participer aux élections royales.
- Les descendants du roi devaient bénéficier des propriétés justement acquises par le roi qui leur étaient destinées. L'anathème fut prononcé contre ceux qui ont importuné ou blessé le roi. Les plus proches conseillers du roi voyaient leur possession conférés par le roi protégées.
- Ceux qui ont consulté les voyants pour connaître l'avenir du roi, qui ont maudit le roi, ou qui ont comploté pour placer un autre roi sur le trône seraient excommunié. Ceux qui aspirait au trône sans juste élection ont également subi l'anathème.
- Le conseil a établi trois jours de litanies entre 13 et 15 décembre de chaque année.

## Les effets du concile
Les décrets du concile ont cependant échoué dans leur objectif politique principal, à savoir d'assurer la légitimité du roi et de mettre fin aux intrigues internes. Chinthila a continué de se battre contre des dissidents alors que l'Espagne était par ailleurs en paix avec le monde extérieur. En 638, Chinthila a été contraint de convoquer le sixième concile de Tolède.